# Poggio-di-Nazza
 Poggio-di-Nazza  là một xã ở tỉnh Haute-Corse trên đảo Corse, Pháp. Xã này có diện tích 32,79 km², dân số năm 1999 là 185 người. Khu vực này có độ cao trung bình 375 mét trên mực nước biển.